# Aegiochus symmetricus
Aegiochus symmetricus is een pissebed uit de familie Aegidae. De wetenschappelijke naam van de soort werd als Aega symmetrica in 1905 gepubliceerd door Harriet Richardson.